# 1580 w polityce

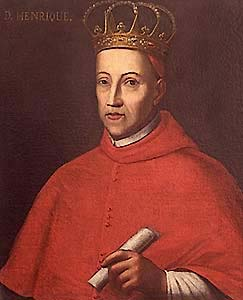
Henryk I Kardynał

Wydarzenia polityczne w 1580 roku.

## Urodzili się
- 6 stycznia John Smith, angielski żołnierz, gubernator Wirginii[1].

## Zmarli
- 30 stycznia Henryk I Kardynał, król Portugalii, ostatni władca z dynastii Avizów[2].
- (lub 1584) Bernal Díaz del Castillo, hiszpański podróżnik, konkwistador i historyk[3].